# Goré
Goré en langue kaba (gôrè qui vient du mot gor signifiant grande jarre ou grand vase) est une petite ville située dans le département de la Nya Pendé,région Logone Oriental au Sud du Tchad.
Elle est le chef-lieu du département de la Nya Pendé.

## Administration
Liste des maires :
1. Ndoubaro Kornaye (1999-2005)
2. Bekoi Ndotey Phillippe (2005-2012)
3. Miney Toloum Joseph (2012- )